# Le Vernet (Ariège)
Le Vernet település Franciaországban, Ariège megyében. Lakosainak száma 693 fő (2022. január 1.). Le Vernet Bonnac, Montaut és Saverdun községekkel határos.

## Népesség
A település népességének változása:
| Lakosok száma | 382  | 464  | 508  | 621  | 652  | 672  | 708  | 718  | 727  | 693  |
|               | 1968 | 1982 | 1990 | 2006 | 2013 | 2015 | 2017 | 2019 | 2020 | 2022 |